# 마카오 특별행정구 정부청사
마카오 특별행정구 정부청사(포르투갈어: Sede do Governo da Região Administrativa Especial de Macau da República Popular da China), (중국어 정체자: 中華人民共和國澳門特別行政區政府總部)는 중화인민공화국 마카오 특별행정구 정부청사이다. 반환전 이름은 (포르투갈어: Palácio da Praia Grande), (중국어 정체자: 澳門總督府)이며 마카오 프라이아 그란데 대로 (Avenida da Praia Grande/南灣大馬路)에 위치한 중요한 건축물이다. 포르투갈령 마카오시기 마카오 총독의 관저였으며, 1999년 12월 20일 중화인민공화국으로 주권이 이양되면서 마카오 정부청사로 사용되고, 마카오 행정장관 및 주요관료, 외빈 접대장소로도 사용된다.

## 건물구조
마카오 총독부(현 마카오 정부청사)는 빨강으로 된 한채의 건물이며 건축가 아퀴노가 유럽과 아시아의 양식을 섞어서 설계하였고, 1840년 마카오의 건축업자가 승인을 하였다. 전형적인 포르투갈 양식의 건축물이며, 2층으로 구성되어 있으며 정원, 건물은 대리석으로 되어 있어서 견고하다. 좌우는 날개처럼 되어 있으며, 창문은 아치형으로 되어 있다.

## 같이 보기
- 중국 공산당 중앙위원회 총서기
- 중화인민공화국의 국무원 총리
- 중화민국 총통
- 마카오 총독
- 마카오의 행정장관
- 상로렌수 당구